# Pressig
Pressig er en købstad (markt) i Landkreis Kronach i Regierungsbezirk Oberfranken i den tyske delstat Bayern.

## Geografi
Pressig ligger i Naturpark Frankenwald.

### Inddeling
I kommunen ligger ud over Pressig landsbyerne:
| - Brauersdorf - Eila - Förtschendorf - Friedersdorf - Grössau | - Marienroth - Posseck - Rothenkirchen - Welitsch |

Den højest beliggende landsby i Pressig er Marienroth der ligger 616 meter over havet.